# Charles Cathcart (9e Lord Cathcart)
Pour les articles homonymes, voir Charles Cathcart et Cathcart.
Charles Schaw Cathcart, 9e Lord Cathcart, (21 mars 1721-14 août 1776) est un militaire et diplomate britannique. Il est également chef du clan Cathcart.

## Biographie
Fils de Charles Cathcart (8e Lord Cathcart) (en) et Marion Shaw, il est né le 21 mars 1721. Opposé à la restauration des Stuart, il devient aide de camp du duc de Cumberland et, lors de la bataille de Fontenoy en 1745, se fait tirer une balle dans le visage. Le portrait de Joshua Reynolds (1753–55) montre le patch de soie noire qu'il utilise pour couvrir la cicatrice sur sa joue. Cela lui a apparemment valu le sobriquet « Patch Cathcart. » L'année suivante, à la bataille de Culloden, où il est à nouveau aide de camp de Cumberland, Cathcart est de nouveau blessé au combat.
Charles est le dernier Lord Cathcart à hériter du domaine familial de Sundrum. Après avoir hérité des propriétés de sa mère à Greenock, il vend Sundrum à James Murray de Broughton en 1758.
En 1763, il est créé chevalier de l'ordre du Chardon. En février 1768, il est nommé ambassadeur à Saint-Pétersbourg et est bien reçu par Catherine II. Il sert à la cour de Russie jusqu'en 1772. À son retour en Grande-Bretagne, il est élu recteur de l'université de Glasgow en 1773.
Il est décédé le 14 août 1776.

## Famille

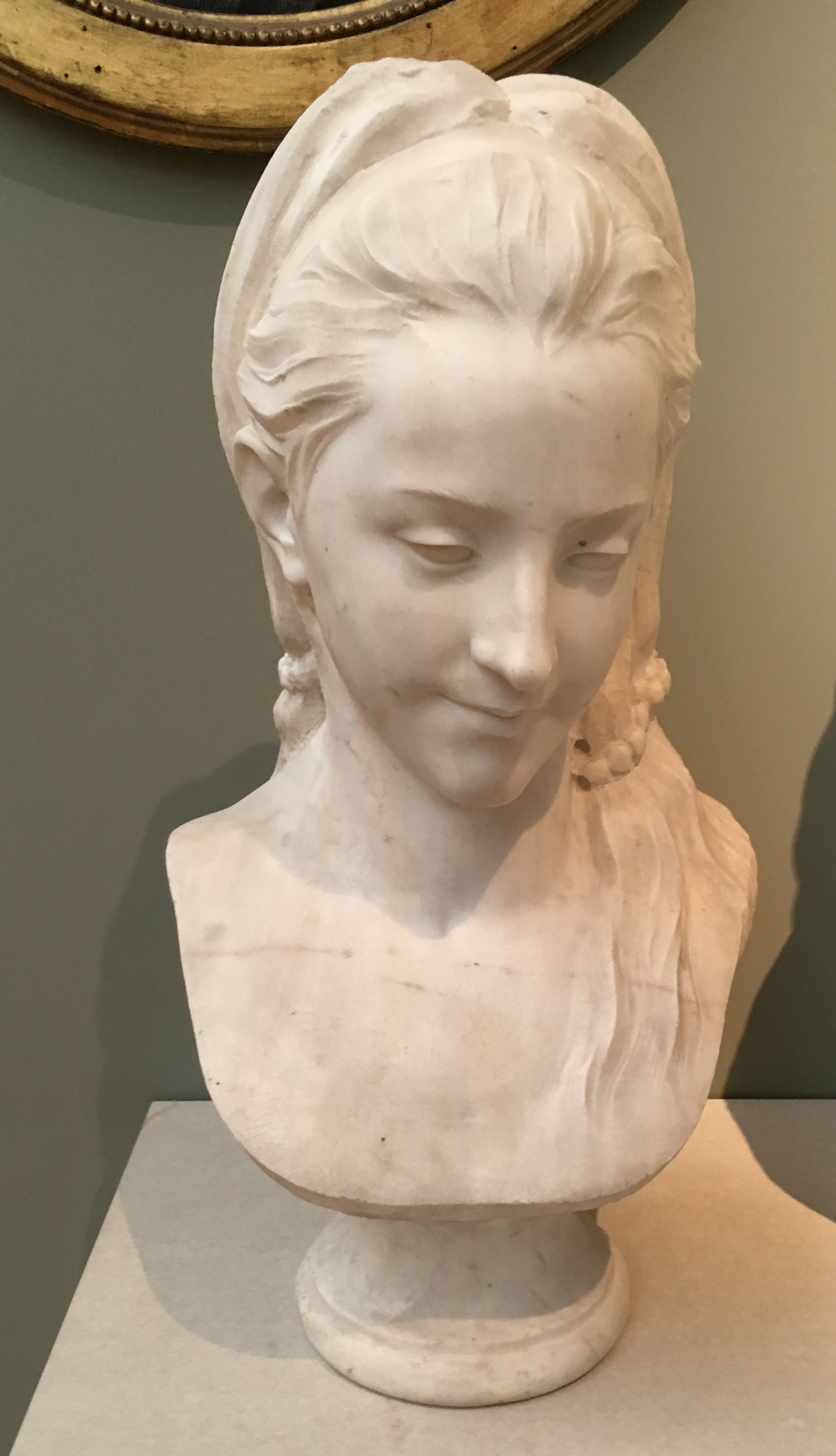
Buste de Mary Cathcart

Le 24 juillet 1753, il épouse Jane Hamilton (1722-1771), fille du capitaine Archibald Hamilton et de Lady Jane Hamilton.
Ils ont neuf enfants :
- Jane (20 mai 1754-5 décembre 1790), première épouse de John Murray.
- William Cathcart, 1er comte Cathcart (17 septembre 1755-16 juin 1843)
- Mary (en) (1er mars 1757-26 juin 1792), une beauté célèbre, qui épouse Thomas Graham, 1er baron Lynedoch[1]
- Louisa (1er juin 1758-11 juillet 1843), mariée à David Murray ; remariée à son cousin Robert Fulke Greville
- Charles Allan Cathcart (28 décembre 1759-10 juin 1788)
- Jean (23 avril 1761-janvier 1762)
- Archibald (25 juillet 1764-10 octobre 1841)
- [un fils] (7 juin 1768; mort-né)
- Catherine Charlotte (8 juillet 1770-20 octobre 1794; décédée célibataire).